# Nguyễn Tử Quảng
Nguyễn Tử Quảng (sinh ngày 11 tháng 6 năm 1975) là Giám đốc Trung tâm An ninh mạng Bkis thuộc Đại học Bách khoa Hà Nội, và là giám đốc tập đoàn công nghệ BKAV.

## Tiểu sử và sự nghiệp
Nguyễn Tử Quảng sinh tại xã Ninh Nhất huyện Hoa Lư, nay thuộc thành phố Hoa Lư, tỉnh Ninh Bình. Nguyễn Tử Quảng học lớp chuyên toán của Trường Trung học phổ thông Chuyên Đại học Sư Phạm Hà Nội và sau đó trở thành sinh viên Khoa Công nghệ Thông tin trường Đại học Bách khoa Hà Nội.
Năm 1995, Nguyễn Tử Quảng bắt đầu thực hiện các chương trình chống virus khi đang là sinh viên năm thứ ba Khoa công nghệ thông tin, trường Đại học Bách khoa Hà Nội, và cung cấp miễn phí (đến năm 2005) cho cộng đồng mạng.
Năm 1997, sau khi tốt nghiệp, Quảng được giữ lại làm giảng viên bộ môn Kỹ thuật máy tính, khoa CNTT, tiếp tục nghiên cứu Bkav và các chương trình khác. Tháng 7 năm 1997 công bố công trình hoàn thành phần mềm chống virus trên mạng đầu tiên của Việt Nam với tên AV-ONLINE và đến tháng 11, 1997 viết thành công phần mềm hỗ trợ kiểm duyệt thông tin trên mạng Internet, phục vụ cho việc kết nối Internet của công ty FPT - một trong ba nhà cung cấp dịch vụ Internet đầu tiên của Việt Nam.
Tháng 12 năm 2001, thành lập Trung tâm Phần mềm và Giải pháp an ninh mạng (BKIS) dưới sự bảo trợ của Đại học Bách khoa Hà Nội với chín thành viên khác, và trở thành giám đốc của Trung tâm này.
Năm 2003, được Tạp chí EChip phong tặng danh hiệu Hiệp sĩ Công nghệ thông tin.
Năm 2005, sau 10 năm cung cấp miễn phí, Bkav chính thức được thương mại hóa..
Năm 2008, Nguyễn Tử Quảng đã cộng tác với Bộ Giáo dục và Đào tạo trong quá trình điều tra vụ việc "Lộ đề thi toán khối A" trong cuộc thi tuyển sinh vào đại học năm học 2008 - 2009.
Năm 2015, công ty của Nguyễn Tử Quảng đã cho ra mắt Bphone, sản phẩm điện thoại di động đầu tiên. Nguyễn Tử Quảng tự tin khẳng định những sản phẩm như iPhone 6, hay Samsung Galaxy S6 là có nhiều chi tiết thừa, thiết kế kém tinh tế; tuy nhiên Bphone gặp phải phản ứng trái chiều từ xã hội do sản phẩm không tốt như quảng cáo.
Năm 2017, Bkav ra mắt điện thoại Bphone 2017 sau 2 năm kể từ thế hệ đầu tiên trình làng.
Năm 2018, Nguyễn Tử Quảng cùng các cộng sự tiếp tục cho ra mắt điện thoại Bphone 3 và Bphone 3 Pro.
Năm 2020, Nguyễn Tử Quảng ra mắt Bphone B86 - Bphone thế hệ thứ 4 vào ngày 25/03.  Tại sự kiện ra mắt, không chỉ có Bphone B86, Bkav còn giới thiệu thêm 3 dòng máy khác là B40, B60, B86s.  Tuy nhiên sản phẩm B40, B60 đã dừng bán ở Việt Nam và được xuất khẩu sang 1 quốc gia Châu âu
Năm 2021, Nguyễn Tử Quảng ra mắt tai nghe có tên gọi AirB Pro với ngoại giống sản phẩm của Apple, đây được coi là một bước đột phá của BKAV khi họ tuyên bố đã sở hữu trong tay công nghệ lõi trong việc chế tạo bản lề nắp gập hộp chứa tai nghe bằng chất liệu nhựa dẻo đặc biệt và tin rằng đây là thiết kế tinh xảo nhất mà họ có thể làm ra cho tới thời điểm hiện tại.
Ngoài ra, cuối năm 2021, Bkav mở bán 3 dòng sản phẩm Bphone A series là Bphone A40, Bphone A50, Bphone A60 thuộc phân khúc tầm trung giá rẻ, sản xuất  theo phương thức ODM mà đã được Nguyễn Tử Quảng công khai ngay từ những thông tin đầu tiên về phẩm Bphone A series.

## Biệt danh
Bên cạnh danh hiệu "hiệp sĩ công nghệ thông tin" do eChip tặng, Nguyễn Tử Quảng còn bị một số thành viên ở các diễn đàn Việt Nam đặt cho biệt danh như "Quảng nổ", "Quảng bom". Kết quả tìm kiếm Google hiện từ "nổ" khi tìm kiếm "Nguyễn Tử Quảng". Những người chỉ trích gán biệt danh này cho Nguyễn Tử Quảng bởi các phát biểu gây ấn tượng mạnh khi luôn cho rằng các sản phẩm mình tạo ra không thua kém các thương hiệu nổi tiếng. Mặc dù mang nghĩa chỉ trích nhiều hơn là ca ngợi, song Nguyễn Tử Quảng tự cảm thấy khá hài lòng  và vui vẻ chấp nhận biệt danh này.

## Câu nói nổi tiếng
"Thật không thể tin nổi! Chính chúng tôi cũng không thể tin nổi khi mình làm được như vậy."